# 보름스

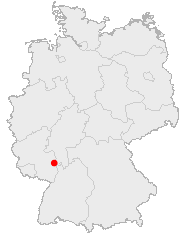
보름스의 위치

보름스(Worms)는 독일 남서부 라인란트팔츠주에 있는 도시이다. 화학, 금속 등의 산업의 중심지이며, 특히 포도주로 유명하다. 인구는 2004년 기준으로 85,829명이다.

## 자매 도시
- 영국 세인트올번스 (1957)
- 프랑스 오세르 (1968)
- 이탈리아 파르마 (1984)
- 이스라엘 티베리아스 (1986)
- 독일 Bautzen (1990)
- 미국 모빌 (1998)
- 중화인민공화국 닝더 시 (2014)

## 외부 링크

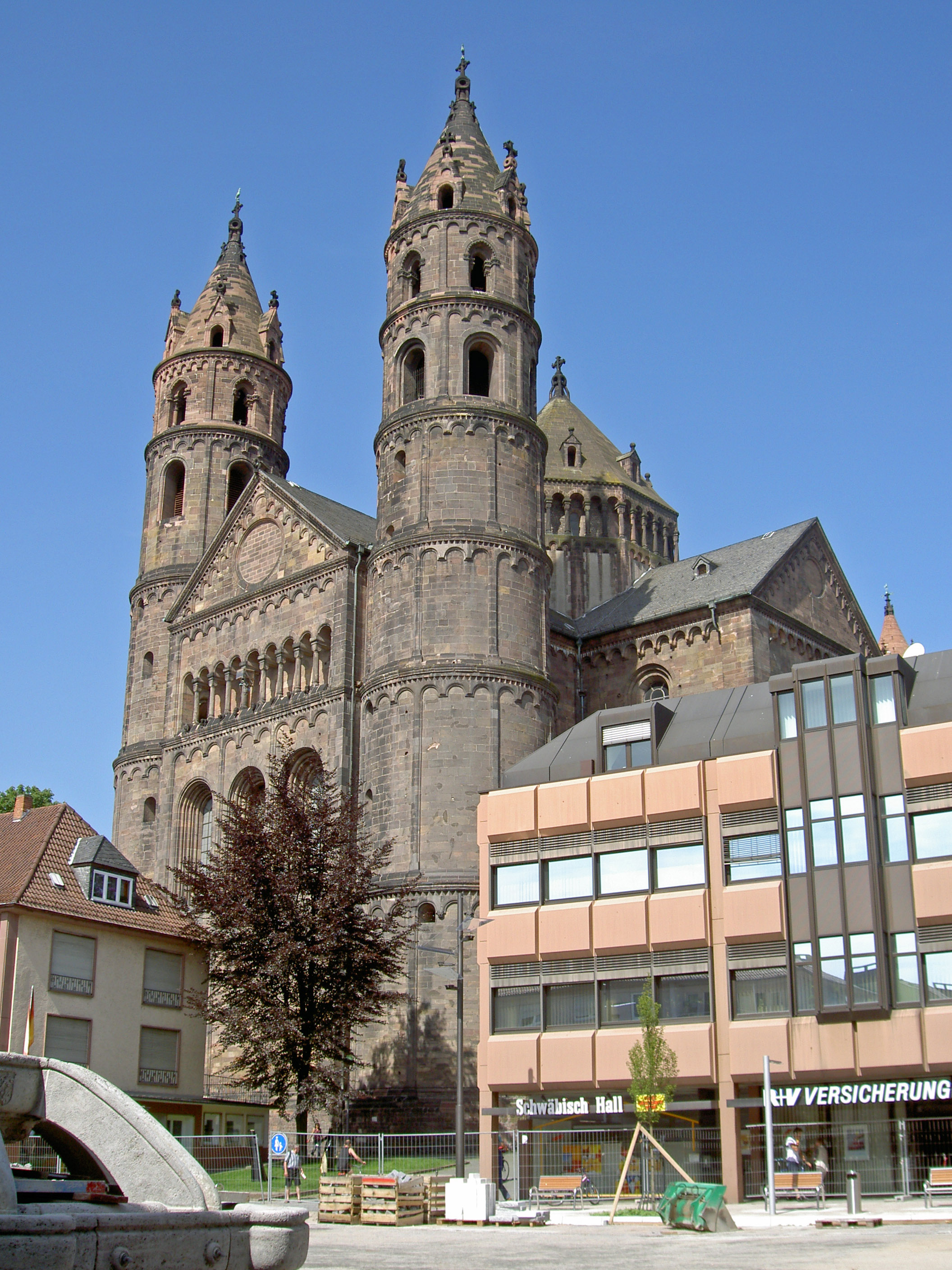
보름스 성당
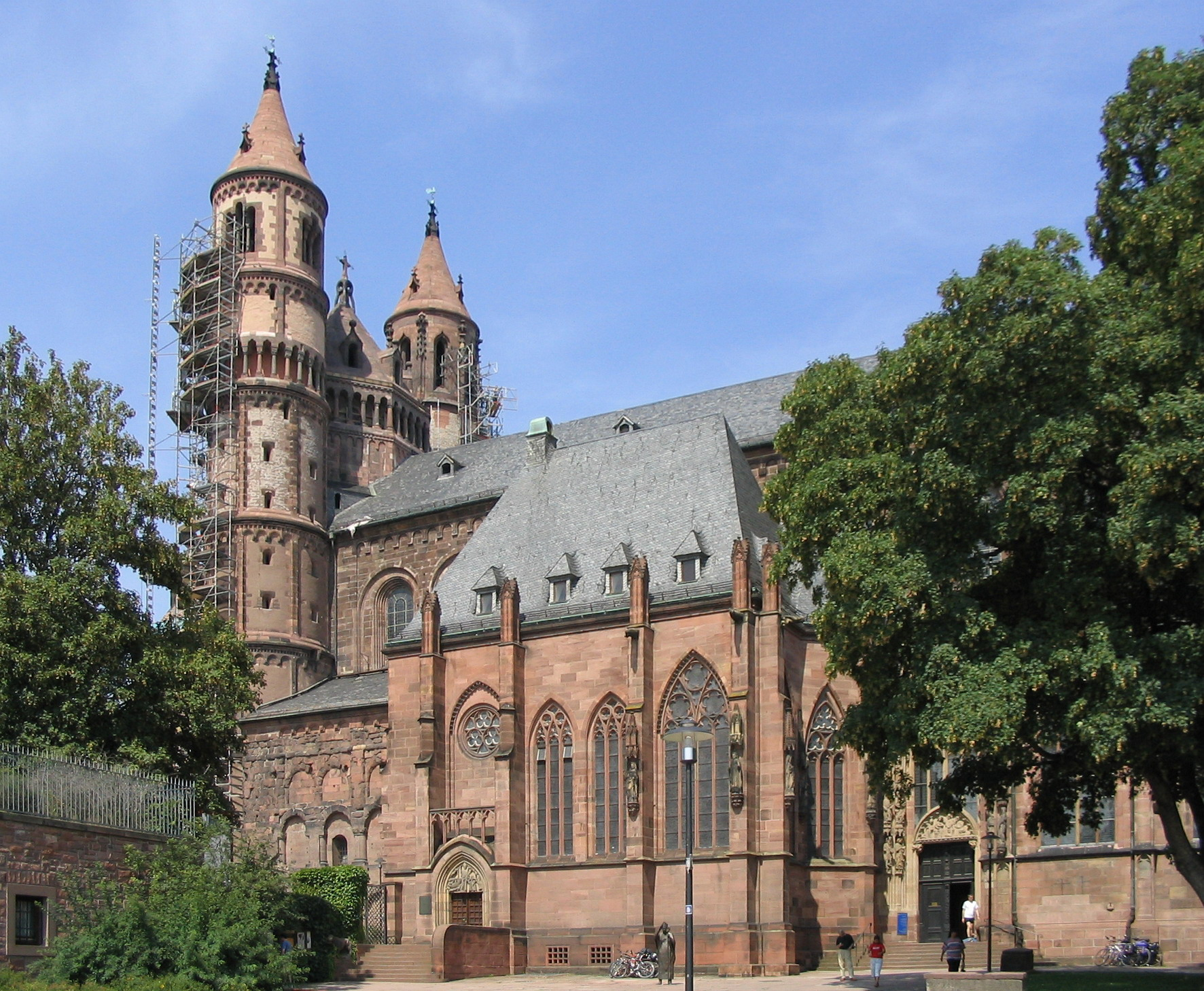
보름스 성당
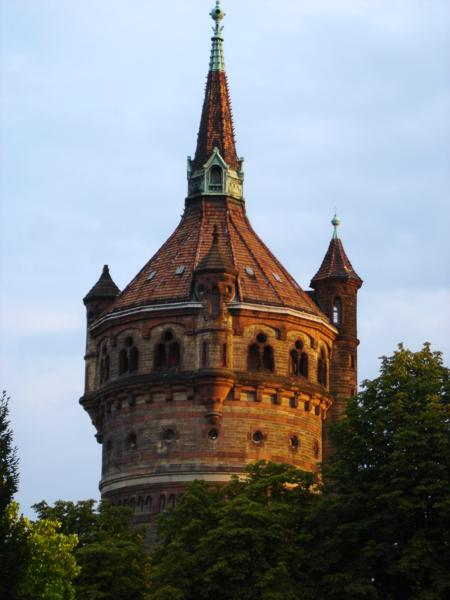
워터타워
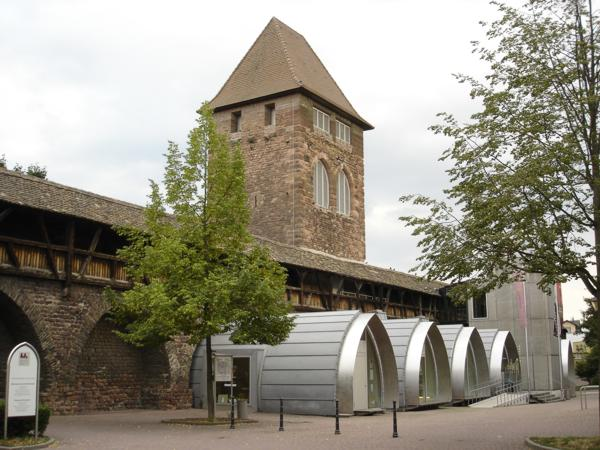
니벨룽겐 박물관
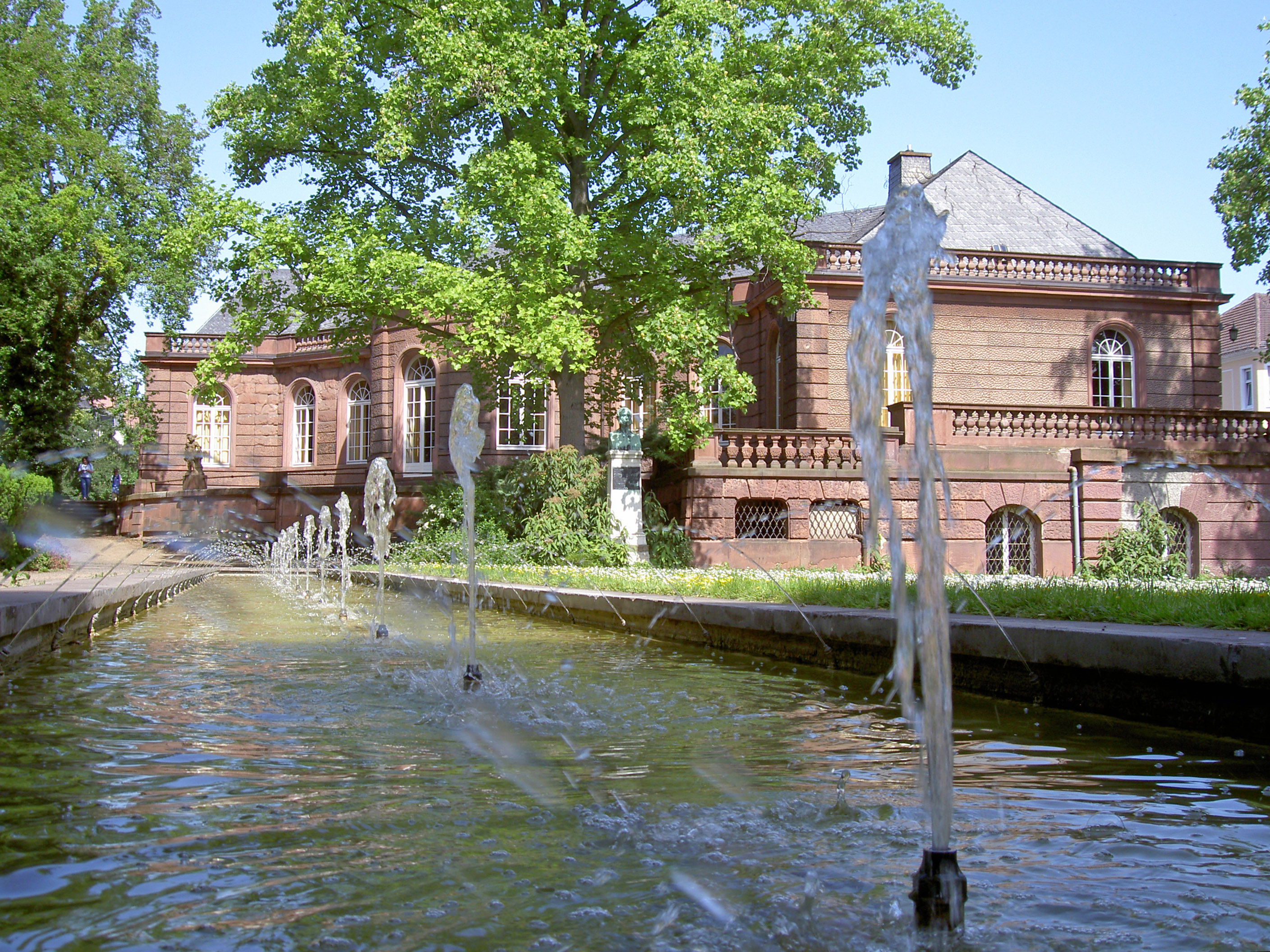
Museum Heyls' Residence
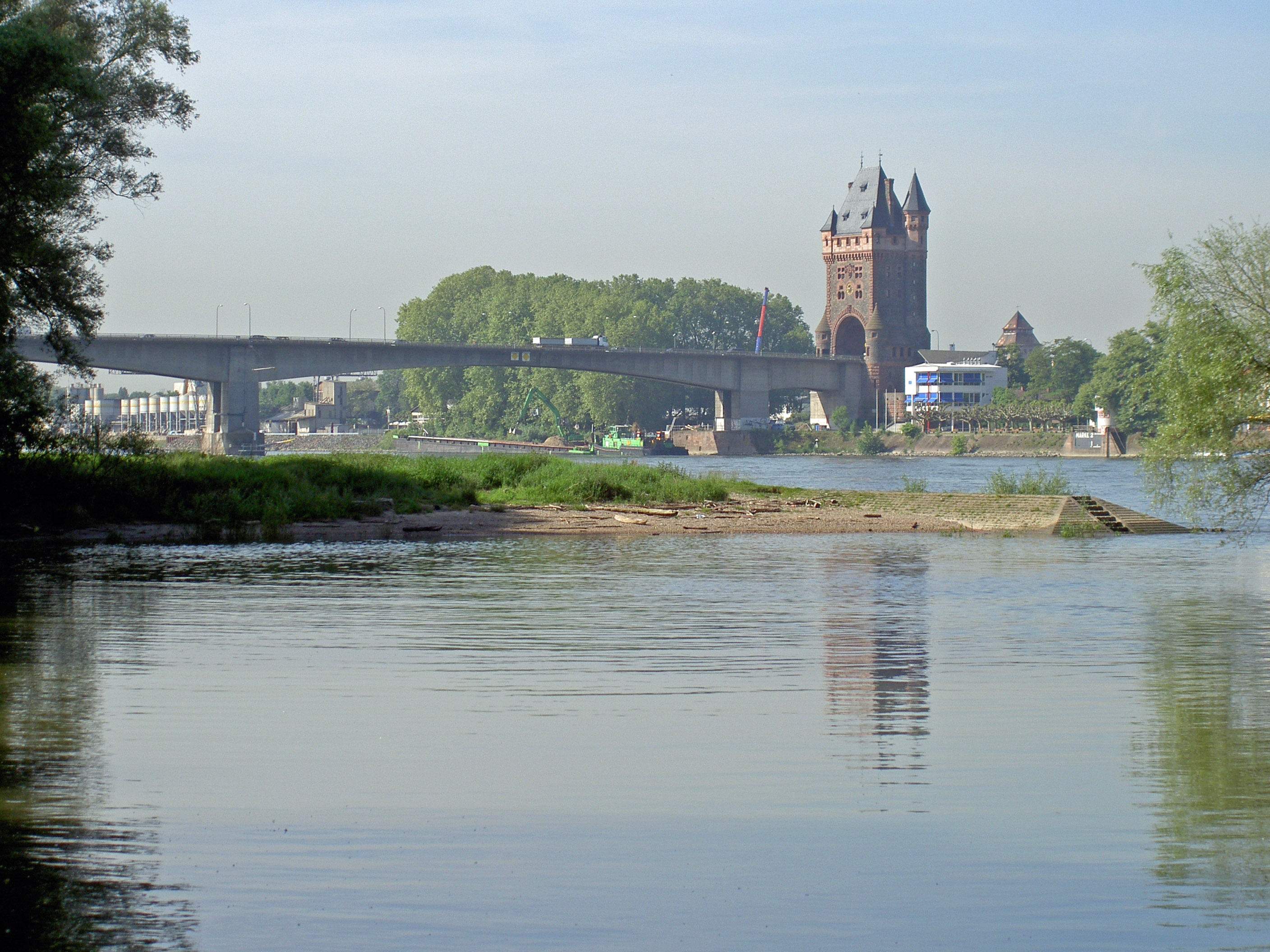
니벨룽겐 다리
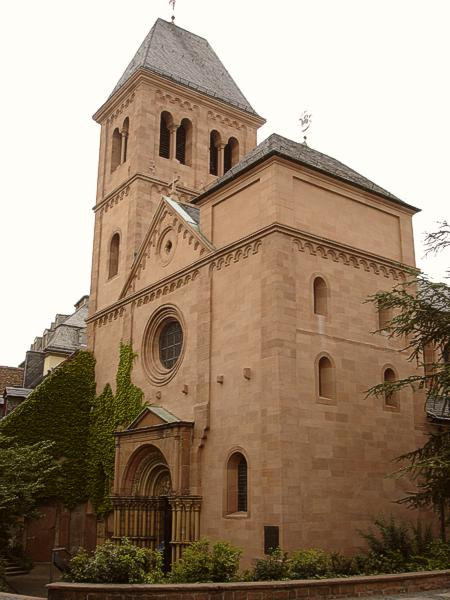
성 마르틴 교회
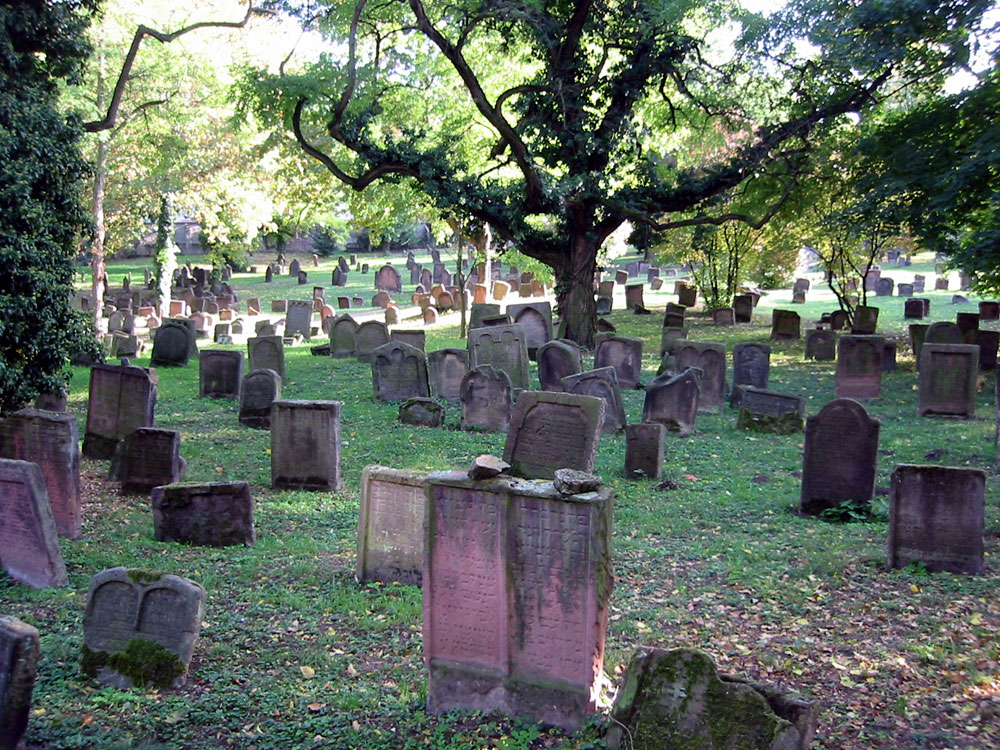
유대인의 묘지 "Heiliger Sand"